# Oliver's Battery
Oliver's Battery, ook Olivers Battery, is een civil parish in het bestuurlijke gebied Winchester, in het Engelse graafschap Hampshire met 1547 inwoners.